# Синенко Сергій Петрович
Синенко Сергій Петрович (5 березня 1978, Володимирівське, Запорізький район, Запорізька область, Українська РСР — †13 лютого 2014 року, Червоний Яр, Запорізька область, Україна) — громадський активіст, волонтер Євромайдану. Був спалений під час Революції гідності в своєму автомобілі Toyota Camry. Герой України (2014, посмертно).

## Біографія
Мешкав в с. Володимирівське Запорізького району. По смерті залишилося 4 дітей. Займався підприємницькою діяльністю.

## Обставини загибелі
Був активним учасником Автомайдану Запоріжжя та Дніпра, надавав допомогу самообороні місцевого Майдану, доставляв через Дніпропетровський аеропорт медикаменти для Євромайдану в столиці. 26 січня 2014 під час зіткнень євромайданівців з міліцією та «тітушками» захищав людей від побиття, брав активну участь у визволенні заарештованих людей.
13 лютого 2014 р. був спалений у власному автомобілі на межі Запорізької та Дніпропетровської областей. Ідентифікувати особу загиблого вдалось лише за допомогою ДНК-експертизи. Відповідальність за цей злочин взяли на себе так звані «Привиди Севастополя», які продемонстрували відеозапис цього жорстокого вбивства по громадському телебаченню вночі 16 лютого 2014 року.
Похований 18 лютого 2014 року в селі Володимирівське. Залишив батьків, дружину та четверо дітей, двом із яких на момент загибелі батька виповнилось лише по три місяці.

## Вшанування пам'яті

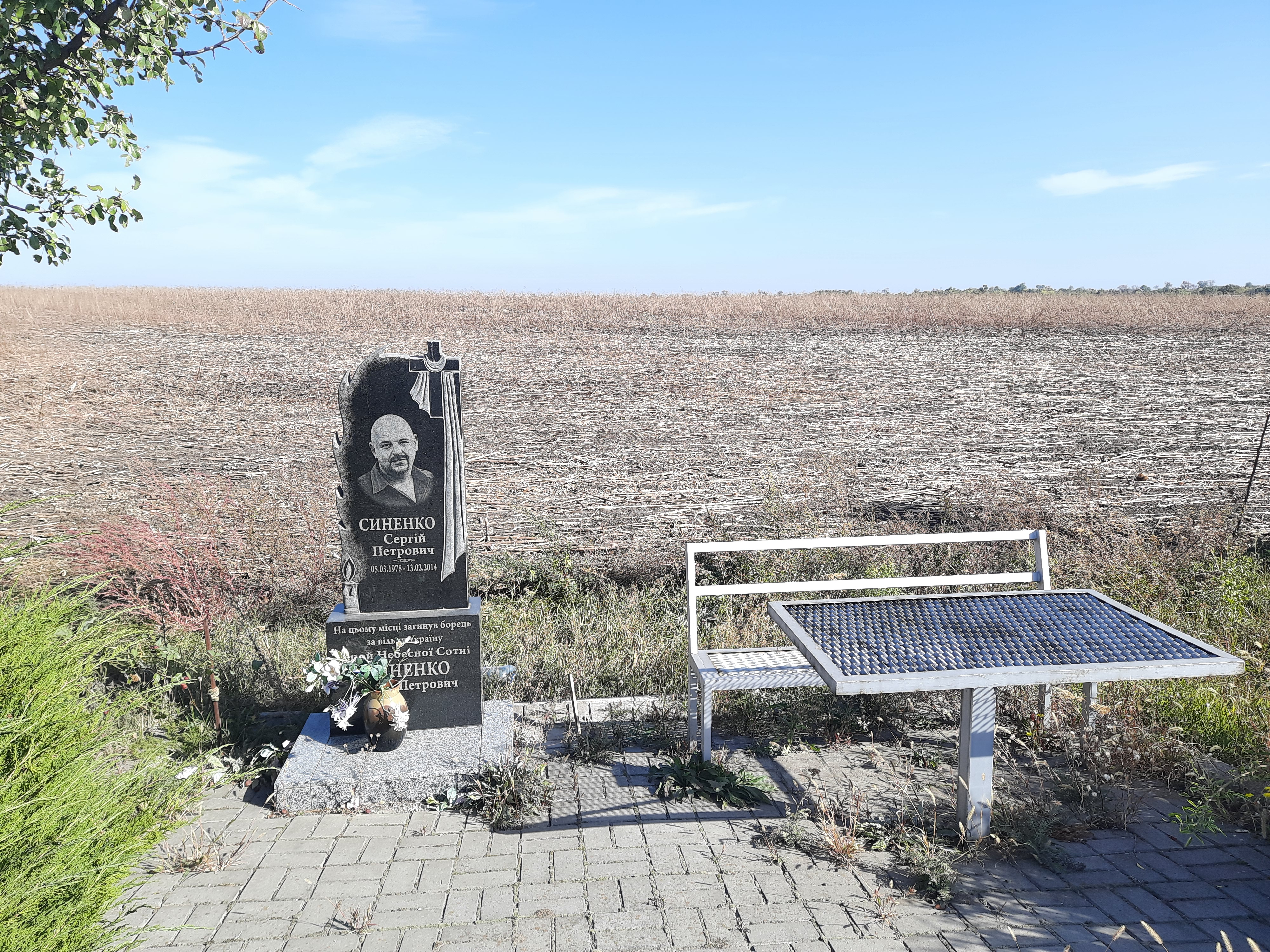
Пам'ятник на місці загибелі Синенка Сергія Петровича

- 13 лютого 2015 року на автодорозі між селами Червоний Яр та Івангород Широківської громади Запорізького району на місці загибелі Сергія Синенка відкрили пам'ятний знак.
- В червні 2016 року у Запоріжжі відкрито меморіальну дошку Сергію Синенку.
- На честь Сергія Синенка названо вулицю у Запоріжжі (колишня вулиця Кремлівська)

### Нагороди
- Звання Герой України з удостоєнням ордена «Золота Зірка» (21 листопада 2014, посмертно) — за громадянську мужність, патріотизм, героїчне відстоювання конституційних засад демократії, прав і свобод людини, самовіддане служіння Українському народу, виявлені під час Революції гідності[3]
- Медаль «За жертовність і любов до України» (УПЦ КП, червень 2015) (посмертно)[4]